# La Uvita (kommun)
La Uvita är en kommun i Colombia.   Den ligger i departementet Boyacá, i den centrala delen av landet, 250 km nordost om huvudstaden Bogotá. Antalet invånare är 3 621. Arean är 151 kvadratkilometer.
Terrängen i La Uvita är huvudsakligen bergig, men åt sydväst är den kuperad.